# Властимил Тржешняк
Властимил Тржешняк (на чешки: Vlastimil Třešňák) e чешки дисидент, фолк—рок певец, автор на песни, писател, фотограф и художник. Неговата музика съчетава блус с фолк елементи, а текстовете му са близки до тези на бийт поколението. Свири на китара и хармоника.

## Биография
Властимил Тржешняк е роден на 26 април 1950 година в град Прага, тогава част от Чехословакия. Рожденото му име е Валтер Киршен (Walter Kirschen). Изоставен от младата си майка той е огледан от родителите на баща му. Отраства в един от работническите квартали на Прага, което оказва силно влияние върху музикалното му творчество. Той е скромна и чувствителна личност. След завършване на основното си образование работи за кратко на различни места: в строителството, като гробар, нощен пазач и реквизитор в музеите, метач и други. По това време поддържа връзка с много приятели от средите на ромските музиканти с които свири по улиците на Прага. Баща му без успех се опитва да го поощри да продължи образованието си.
През седемдесетте години на XX век, заедно с Ярослав Хутка пее и свири в различни клубове в Прага. Те, заедно с Владимир Мерта са част от кратко съществувалата асоциация “Театърът на певците”. Член е на музикалната асоциацията ”Шафран”. Като млад обожава музиката на Бийтълс. Творчеството му е повлияно от това на Донован. Първите му индивидуални музикални изяви са на Карловия мост в Прага. Той е сред първите подписали Харта 77, което довежда до издаване на забрана за извършване на каквато и да е обществена дейност включително концертна. Това обаче го свързва с непозната за него интелектуална прослойка сред които е Вацлав Хавел и жена му Олга, Павел Ландовски и други. Има спорадични изяви в пражкия театър „Апартаментът“ на Власта Храмостова. Тржешняк е следен от тогавашната Държавна сигурност, кулминация на което е прилагане на брутални методи за разпит при които са изгорени ръцете му. Целта е била да бъде принуден да емигрира, което се и случва.
През 1982 година Тржешняк емигрира в Швеция. Отнето е чехословашкото му гражданство, поради което получава шведско. По-късно се премества да живее в Германия. През 1989 година се подготвя да емигрира в Америка. Започва да рисува. Пише първите си книги. Пътува и изнася концерти пред чешките емигранти.
След падането на комунистическия режим в Чехословакия, той се завръща в родината и подава наказателна жалба срещу Йозев Кафка, следователят който го е измъчвал при разпита в Държавна сигурност. След дългогодишни дела Кафка получава условна присъда. В едно от интервютата си Властимил Тржешняк казва: „Моята най-лоша черта е, че не мога да прощавам, … а моята най-добра – че искам да се науча да прощавам.“
От 1995 година отново живее и твори в Чехия. Живее в пражкия квартал Инонице, недалеч от Пражкия замък. От тогава композира и свири предимно блус и рок музика. Основава собствена рок група Тржешняк бенд (Třešňák band). След 2021 г престава с концертните си изяви и прави предимно студийни записи.
Властимил Тржешняк е автор на книги с разкази. Написал е и няколко романа като: „Както аз го виждам“ (Jak to vidím já), „Вавилон“ (Babylon), „Бермудският триъгълник“ (Bermudský trojúhelník), „...и пришпорете коня с къпина“ (…a ostružinou pobíd´ koně), „Най-важното нещо за господин Мориц“ (To nejdůležitější o panu Moritzovi), „Ключът е под изтривалката“ (Klíč je pod rohožkou), „Когато се яде, не се говори“ (U jídla se nemluví), „Евангелието и къпината“ (Evangelium a ostružina), „Гости в къщата“ (Domácí hosté), „Мелуш“ (Melouch), „Пичът – героят на супата“ (The vole – hraboš hrdina). Публикува текстовете на своите песните в две издания (Plonková semíčka). През 1995 година печели наградата „Книга на годината“ с романа си „Ключът е под изтривалката“ (Klíč je pod rohožkou). През 2007 година обнародва интервюто си с Ондржей Безро, където прави равносметка на своя живот. Интервюто се нарича „Това е красиво нали?“ (It's nice, isn't it?).
Изобразителното му творчество е събрано в няколко монографични издания на издателствата „Адам & Сьоне“ и 49+1.
Властимил Тржешняк участва и композира музиката за няколко филма като: „Поставете го горе“ (Místo nahore – 2004), „Надбягване с кучета“ (Hunderennen – 1983) и „Синият змей“ (Modrý drak – 2012).
Участвал е като артист в няколко театрални постановки. Автор е на театралната пиеса „Малкият инфаркт“ (Malá srdeční příhoda).

## Дискография
Властимир Тржешняк публикува свои текстове и разкази предимно в самиздат изданията Expedice, Popelnice, Petlice и Krameria's expedition
- Zakázaní zpěváci druhé kultury – в плочата са записани и песни на Ярослав Хутка, Марта Кубишова и др., (1979 издадено в чужбина)
- Zeměměřič (album) (1979). Това е и най-известният му, легендарен албум, който дълго време се е разпространявал нелегално.
- Koh-i-noor (1983 издадено в чужбина)
- Koláž (1995 записано с участие на ромски оркестър)
- Inventura (2005)
- Skopolamin (2007)
- Němý suflér (2010)
- Zeměměřič ATD. (2010) Включва стари записи от 1978
- Alter ego (2013) – записано с Темпорари Квинтет (Temporary Quintet)
- Eponym (2015) записано с групата Ало Трио Банд (Alo Trio Band)
- Konvolut, 2017 – записано с Ян Штолба (Jan Štolba) и Темпорари Квинтет (Temporary Quintet)
- Kiks (2022)
- Happy Hour (2024)